# Tulú
Tulú è un comune (corregimiento) della Repubblica di Panama situato nel distretto di Penonomé, provincia di Coclé. Si estende su una superficie di 192,2 km² e conta una popolazione di 4.624 abitanti (censimento 2010).